# 파이브 스타 파이널
《파이브 스타 파이널》(Five Star Final)은 미국에서 제작된 머빈 르로이 감독의 1931년 프리코드 범죄, 드라마 영화이다. 에드워드 G. 로빈슨 등이 주연으로 출연하였고 할 B. 월리스 등이 제작에 참여하였다.
이 영화는 1931/1932년 제5회 아카데미상 시상식에서 아웃스탠딩 프로덕션(오늘날의 작품상) 부문에 지명되었고 필름 데일리(Film Daily)에 의해 1931년의 최고의 10대 영화 가운데 하나로 이름을 올렸다.

## 출연

### 주연
- 에드워드 G. 로빈슨

### 조연
- H.B. 워너
- 안소니 버쉘
- 조지 E. 스톤
- 오너 먼슨
- 보리스 칼로프
- 어라인 맥마혼
- 퍼넬 프랫
- 로버트 엘리어트

## 기타
- 원작자: Louis Weitzenkorn
- 미술: 잭 오케이
- 의상: 얼 뤽